# جون أروسميث
جون أروسميث (بالإنجليزية: John Arrowsmith)‏ (1790 - 1873 م) هو هو عالم بالخرائط، إنكليزي. وهو من آل أروسميث الذين خرجوا عدد من الجغرافيون.
تولى إدارة شركة تقوم بتوفير أحدث الاستكشافات الجغرافية في خرائط تفصيلية، تولها بعد وفاة عمه آرون أروسميث (ت. 1823 م).